# Sophie Rundle
Sophie Rundle (Bournemouth, 21 d'abril de 1988) és una actriu anglesa. És coneguda per interpretar el personatge d'Ada Shelby a la serie Peaky Blinders.
El 2011, es va graduar de la Royal Academy of Dramatic Art amb un grau en interpretació.

## Filmografia[3]

### Cinema i televisió
| Any       | Títol                                         | Rol                            | Notes                                                                       |
| --------- | --------------------------------------------- | ------------------------------ | --------------------------------------------------------------------------- |
| 2007      | Small Town Folk                               | Heather                        | pel·lícula                                                                  |
| 2011      | Garrow's Law                                  | Miss Casson                    | sèrie de TV; episodi 3.4"                                                   |
| 2012      | Great Expectations                            | Clara                          | pel·lícula                                                                  |
| 2012      | Titanic                                       | Roberta Maioni                 | minisèrie de TV                                                             |
| 2012      | Merlin                                        | Sefa                           | sèrie de TV; episodi "Arthur's Bane"                                        |
| 2012–2014 | El Cercle de Bletchley (The Bletchley Circle) | Lucy                           | sèrie de TV                                                                 |
| 2012–2014 | Episodes                                      | Labia                          | sèrie de TV                                                                 |
| 2013      | Shetland                                      | Sophie                         | sèrie de TV; episodi "Red Bones"                                            |
| 2013      | Talking to the Dead                           | Fiona Griffiths                | sèrie de TV                                                                 |
| 2013–2017 | Peaky Blinders                                | Ada Shelby                     | sèrie de TV                                                                 |
| 2014      | Call The Midwife                              | Pamela Saint                   | sèrie de TV                                                                 |
| 2014      | Happy Valley                                  | Kirsten McAskill               | sèrie de TV                                                                 |
| 2014      | Little Stars                                  | Anna Beavan                    | documental                                                                  |
| 2014      | The Face of an Angel                          | Hannah                         | pel·lícula                                                                  |
| 2015      | An Inspector Calls                            | Eva Smith/Daisy Renton/Sarah   | telefilm                                                                    |
| 2015      | Not Safe for Work                             | Jenny                          | sèrie de TV                                                                 |
| 2015–2016 | Dickensian                                    | Honoria Barbary                | sèrie de TV                                                                 |
| 2016      | Brief Encounters                              | Steph Kirke                    | sèrie de TV                                                                 |
| 2017–2019 | Jamestown                                     | Alice Kett, Mrs. Silas Sharrow | sèrie de TV                                                                 |
| 2018      | Bodyguard                                     | Vicky Budd                     | sèrie de TV                                                                 |
| 2019      | Gentleman Jack                                | Ann Walker                     | sèrie de TV                                                                 |
| 2019      | Urban Myths                                   | Diana de Gal·les               | sèrie de TV; episodi "Princess Diana, Freddie And Kenny - One Normal Night" |

### Altres
- 2013: The Vortex, de Stephen Unwin (teatre), en el paper de Bunty
- 2014: Three Winters, de Howard Davies (teatre), en el paper de Lucia
- 2016: Wild Honey, de Jonathan Kent (teatre), en el paper de Sofya
- 2016: Stardust (ràdio), en el paper d'Yvaine